# شومانوفکا
شومانوفکا (به لاتین: Shumanovka) یک منطقهٔ مسکونی در روسیه است که در سرزمین آلتای واقع شده‌است.